# Solwerd
Solwerd is een voormalig dorp in de gemeente Eemsdelta in de Nederlandse provincie Groningen. Het ligt aan de oostkant van Appingedam en is feitelijk een woonwijk van dat stadje geworden. Het inwonertal was 152 op 1 januari 2006. Voor de postcodes en adressen ligt Solwerd 'in' Appingedam.

## Geschiedenis
De naam Solwerd komt van sol, dat poel betekent, en wierde, dus een wierde in nat, drassig, land. Nadat het eerst onder de parochie van Marsum) viel, heeft het dorp, vermoedelijk sinds de dertiende eeuw, een eigen kerk die gewijd is aan Jacobus de Meerdere. Het huidige kerkgebouw dateert uit de achttiende eeuw. 
Solwerd had ook een borg. Hiervan afkomstig was de familie Tho Solwerd in Appingedam. In de bijlagen van de rekeningen van de rentmeester van Karel van Gelre, de toenmalige heer van Stad en Lande, wordt in 1530 vermeld dat in Solwerd een oud steenhuis is 'afgesleten', behorende aan Eppe Baukens. De stenen zijn afgevoerd naar Delfzijl. Op de plek van het steenhuis verrees de herenboerderij Tinge, die nog in de negentiende eeuw rechten op het zuidelijker gelegen Opwierdermeer kon laten gelden, vermoedelijk een restant van oudere heerlijke rechten. Solwerd behoorde later tot de rechtstoel van Uitwierde en Solwerd.
Solwerd is in de zestiende eeuw een bedevaartsoord geweest. Uit de voormalige Jacobuskerk, vernield tijdens de belegering van Appingedam in 1536, zou een ciborie met drie hosties gestolen zijn. Die was in een sloot gegooid, maar bleef drijven en uit de sloot ging een helder licht schijnen. Volgens een ander bericht zou de hostie uit de Walburgskerk te Groningen zijn gestolen. Een Oost-Friese kroniek - vermoedelijk van het klooster Sielmönken - vermeldt: A. 1502 do wurd dat hillige sacrament binnen Groningen gestalen uit S. Wilberts karke, und wort na der tid eine grote bedevart bi den Dam to den hilligen sacramente.
Op deze plek werd in 1508 of kort daarvoor een kapel gebouwd, die druk bezocht werd. Dat leidde tot een ruzie tussen de pastoor van Appingedam en de kapelaan van Solwerd over de opbrengst, de gaven van de gelovigen die de kapel bezochten. Deze kapel werd ook wel de Heilige Gravenkapel (grave = sloot) genoemd. In Appingedam, aan de kant van Solwerd, loopt nog steeds de Heiliggravenweg.
Het hostieputje, dat via een trap bereikbaar was, werd in 1681 gedempt, nadat de Reformatie de toeloop van gelovigen sterk had teruggebracht. Gereformeerde predikanten, die zich eraan ergerden dat katholieken hier wijwater tapten, hadden er al eerder een rooster laten aanbrengen dat de put afsloot. In 1783 werd de kapel gesloopt, nadat er een nieuwe kerk op de plek van zijn middeleeuwse voorganger was gebouwd. De weem uit 1554 (volgens de gevelsteen) is wel bewaard gebleven. De huidige 18e-eeuwse kerk van Solwerd is opgetrokken in classicistische stijl.
Het kerkorgeltje is van een onbekende 19e-eeuwse orgelbouwer en heeft in diverse Zuid-Nederlandse kerken gestaan. Het is in 1942 door de firma Adema in de Solwerder kerk geplaatst. Het heeft acht registers, één manuaal en geen pedaal.